# Abi Bejglu
Abi Bejglu (pers. آبي بيگلو) – miasto w Iranie, w ostanie Ardabil. W 2016 roku liczyło 6516 mieszkańców.